# 若島権四郎
若嶌 權四郎（わかしま ごんしろう、1876年〈明治9年〉1月19日 - 1943年〈昭和18年〉10月23日）は、千葉県市川市原木出身で楯山部屋（東京）、中村部屋（大阪）に所属した大相撲力士（大坂相撲）。第21代横綱。本名は加藤 権四郎（かとう ごんしろう）（旧姓：高橋）。
大坂相撲で最初の横綱。過去にも大坂相撲で横綱土俵入りを行った者はいるが、いずれも吉田司家以外の免許によるもので、公認代数には含まれていないため、現在に至るまで正式に認められている大坂横綱としては最初のものである。

## 来歴
東京相撲の元大関若嶌久三郎の楯山部屋へ入門して、松若大五郎の四股名で1890年に前相撲から初土俵を踏む。1891年に岐阜県大垣を巡業中に濃尾地震と遭遇し、若島を助け出した兄弟子の楯甲久四郎は崩れた家屋の下敷きになり圧死した。その後、1896年1月に入幕した際に、濃尾地震で亡くした兄弟子の四股名だった楯甲へ改名し、前頭7枚目まで昇進した。1897年から若島（当初は若島大五郎）を継いだが、同年から天然痘を発症して巡業でも勝てなくなり、さらに色男で芸者から大変な人気があったことから人気に溺れて成績も上がらず、1898年に脱走・大坂相撲へ加入した。当時大坂相撲には小結若嶌幸右エ門がおり、通常であれば四股名が重複する際には格下が改名して譲る所を、格上である小結若嶌が秀の海と改名する程期待を集めた。（秀の海はのち大関）
大坂相撲加入後は心機一転して頭角を表し、1901年5月に大関、1903年1月に五条家から横綱免許を受け、1905年4月に大坂相撲の力士として初めて吉田司家から横綱免許を授与された。大坂相撲では最強の力士で、2敗を喫した大木戸森右エ門以外の力士はほとんど問題にしなかった。突っ張りに大変な威力があり、右差しからの寄りに蹴手繰りなどがある派手な取り口だった。東京相撲との合併相撲では常陸山谷右エ門に分が悪かったが、大砲万右エ門・梅ヶ谷藤太郎 (2代)・太刀山峯右衛門には互角に取る実力を見せ、大坂相撲復興の第一人者となっていた。
1905年9月、山口県内での巡業中に自転車を運転し、下り坂でスピードを出し過ぎて転倒し、その弾みで側溝へ転落して頭を負傷し、これが元で四股を踏めなくなり休場が続き1907年1月限り引退を余儀なくされた。
引退後一代頭取・若嶋権四郎となったが1908年6月廃業した。
廃業後は米子で劇団・ビリヤード場を経営したり、米子市会議員に就任したが、社会奉仕活動に熱心なために次々と財産を使い果たし、最晩年に大変困窮して私財が皆無に近くなっても慈善活動の規模は小さくなることが無かった。
立浪の招待で東京の日本相撲協会へ向かう途中、神戸で脳溢血に倒れ、1943年10月23日に死去、67歳没。

## 場所別成績
- 以下は東京相撲の成績。

| 1891年 （明治24年） | x                      | 西序ノ口12枚目 –      |
| 1892年 （明治25年） | 西序二段2枚目 2–2      | 東序二段筆頭 –        |
| 1893年 （明治26年） | 東三段目22枚目 2–1     | 東三段目6枚目 5–0     |
| 1894年 （明治27年） | 東幕下24枚目 0–5       | 東幕下37枚目 5–1      |
| 1895年 （明治28年） | 西幕下16枚目 5–0 1分   | 東十両5枚目 6–2–1 1分 |
| 1896年 （明治29年） | 西前頭12枚目 4–2–1 3分 | 西前頭7枚目 1–7–1 1預 |
| 1897年 （明治30年） | 西前頭12枚目 1–7–2     | 西前頭14枚目 4–5–1    |
| 1898年 （明治31年） | 西前頭13枚目 3–5–1 1分 | 西前頭11枚目 0–0–10   |
| 各欄の数字は、「勝ち-負け-休場」を示す。 優勝 引退 休場 十両 幕下 三賞：敢=敢闘賞、殊=殊勲賞、技=技能賞 その他：★=金星 番付階級：幕内 - 十両 - 幕下 - 三段目 - 序二段 - 序ノ口 幕内序列：横綱 - 大関 - 関脇 - 小結 - 前頭（「#数字」は各位内の序列） |                        |                       |

- 明治31年に東京相撲を脱退、以後大坂相撲に加入。以下は大坂相撲の成績。

| 1898年 （明治31年） | 西張出前頭 5–1–3 1分 | 西前頭12枚目 7–2     |
| 1899年 （明治32年） | 西前頭8枚目 7–1–2    | x                    |
| 1900年 （明治33年） | 西小結 7–0–1 1分1預  | x                    |
| 1901年 （明治34年） | 西大関 7–0–2 1預     | x                    |
| 1902年 （明治35年） | 東大関 8–0–1 1預     | x                    |
| 1903年 （明治36年） | 東横綱大関 8–1–1     | 東横綱大関 4–0–5 1分 |
| 1904年 （明治37年） | 東横綱大関 6–1–3     | 東横綱大関 7–1–1 1分 |
| 1905年 （明治38年） | 東横綱大関 0–0–10    | 東横綱大関 8–0–1 1分 |
| 1906年 （明治39年） | 東横綱大関 0–0–10    | 東横綱大関 0–0–10    |
| 1907年 （明治40年） | 東横綱 引退 0–0–10   | x                    |
| 各欄の数字は、「勝ち-負け-休場」を示す。 優勝 引退 休場 十両 幕下 三賞：敢=敢闘賞、殊=殊勲賞、技=技能賞 その他：★=金星 番付階級：幕内 - 十両 - 幕下 - 三段目 - 序二段 - 序ノ口 幕内序列：横綱 - 大関 - 関脇 - 小結 - 前頭（「#数字」は各位内の序列） |                      |                      |

- 幕下以下の勝敗数等は記録の現存が確認できる分のみ示す。詳細は大相撲#番付・勝敗記録等の現存状況・データベース登録情報などを参照。